# Nyctemera kinabalina
Nyctemera kinabalina là một loài bướm đêm thuộc phân họ Arctiinae, họ Erebidae.